# 萬年 (進士)
萬年（1802年—？），字仁壽，号恒斋，别号香史，赵氏，汉军正蓝旗人。

## 生平
道光戊子举人，丁未进士。
历任山西潞安府长子县知县，道光二十九年己酉科山西乡试同考官，钦加同知銜，诰封奉政大夫。

## 家族
- 曾祖赵祿，监生；
- 祖維綸，千总；
- 父赵显，布政司理问；
- 胞弟万全，道光乙未举人。[2]